# Jarobeám II.
Jarobeám II. patřil k nejvýznamnějším králům Severního izraelského království. Jméno Jarobeám (hebrejsky: יָרָבְעָם‎ Jarov'am), v českých překladech Bible přepisováno též jako Jeroboám či Jeroboam, se vykládá různě, a to od „Ať se Příbuzný ukáže velkým“ až po „Svár lidu“. Dle názoru moderních historiků a archeologů král Jarobeám II. vládl asi v letech 788 až 747 př. n. l., z toho prvních 5 let jako spoluvládce se svým otcem Jóašem. Podle kroniky Davida Ganse by však jeho kralování mělo spadat do let 3115–3153 od stvoření světa neboli do rozmezí let 647–608 před naším letopočtem, což má odpovídat 41 letům vlády, jak je uvedeno v Druhé knize králů.
Jarobeám II. byl čtvrtým králem Jehúovy dynastie a v pořadí třináctým panovníkem Severního izraelského království. Jeho vláda byla obdobím územní expanze a hospodářské prosperity. Izraelské království se stalo regionální velmocí, jeho rozsah se blížil rozsahem říši Šalomounově. Bylo to umožněno poklesem vlivu Asyrské říše na Blízkém východě.
Za vlády Jarobeáma II. působili proroci Ámos, Ozeáš a Jonáš. V knihách prvních dvou proroků jsou zmínky o náboženském a mravním úpadku izraelské společnosti v době posledního mocensko-ekonomického vzestupu severního Izraele před jeho zánikem.
| Králové Izraelského království | Králové Izraelského království | Králové Izraelského království |
| ------------------------------ | ------------------------------ | ------------------------------ |
| Předchůdce: Jóaš               | 788–747 př. n. l. Jarobeám II. | Nástupce: Zekarjáš             |